# Claës Mellerborg
Claës Erik Mellerborg, född 27 mars 1773 i Lännäs socken, död 31 december 1828 i Jasinga på Java, var en svensk läkare.
Claës Mellerborg var son till komministern Erik Ersson Mellerborg. Han blev 1796 student vid Uppsala universitet, där han läste naturalhistoria och medicin samt 1801 avlade medicinsk-filosofisk examen. De närmast följande åren besökte han till fots de flesta svenska landskap för att samla naturföremål. Som underläkare vid Smålands lätta dragoner kom han 1806 till Pommern där han samma år föll i fransk krigsfångenskap. Under tiden i fångenskap kom han i nära relation till Jean Baptiste Bernadotte och följde som kirurg vid 115:e regementet den franska armén under fälttågen bland annat i Tyskland och Spanien, innan han 1816 återvände till Sverige, där han skänkte sina samlingar av naturföremål och mynt till Uppsala universitet och Myntkabinettet. Efter en resa 1817 till Norge för insamling av mineral var han 1818–1827 läkare vid Uddeholmsverken i Värmland. Han begav sig slutligen ut på två resor 1826–1827 och 1828 till Java, som delvis bekostades av staten, delvis av Axel Gustaf Gyllenkrok. Hans samlingar från första resan förvaras delvis i museer i Lund och Stockholm, medan samlingarna från den senare då han avled har gått förlorade.